# Johanna Kuiperbrug
Johanna Kuiperbrug (brug 614) is een vaste brug in Amsterdam Nieuw-West.
De brug is gelegen over een duiker, die onder de Slotermeerlaan doorloopt. Cornelis van Eesteren tekende hier in de buurt wel een gracht in het verlengde van de Burgemeester Van Tienhovengracht. Uiteindelijk kwam er iets zuidelijker een gracht, die er juist niet op aansloot. De te overspannen vaart maakt deel uit van een ringgracht rondom een woonwijk; die ringvaart maakt een soort rechthoek ten noordwesten van de Sloterplas in Slotermeer.
Aan de Slotermeerlaan werd midden jaren vijftig hard gebouwd aan deze nieuwe wijk. Om al die bevolking naar en van de stad te krijgen werd ook tramlijn 13 doorgetrokken (opening 30 september 1954) vanaf het Bos en Lommerplein, Burgemeester De Vlugtlaan, Slotermeerlaan naar de keerlus bij het Sloterplas. Die werkzaamheden werden wel opgehouden door een hevige regenval die zomer. Als grote woonblokken verrezen hier eind 1954 de Grote en Kleine Verfdoos van Allert Warners met gevelpanelen van Joseph Ongenae.
De brug valt met haar meer dan zestig meter (62,50 tussen de leuningen) breedte nauwelijks op in de Slotermeerlaan. Ze geeft ruimte aan voetpaden, fietspaden, een rijstrook in beide richtingen en de trambaan, maar ook aan twee met stoeptegels beklede plateaus. De ver uit elkaar staande balustrades zijn uitgevoerd in massief aandoende grove steenachtige blokken, die grauwgrijs zijn; een opvallende tegenstelling met de fleurige Grote en Kleine Verfdoos. De westelijke brugrand ligt daarbij nog westelijker dan de rooilijn van de achtergevel van de Grote Verfdoos. De duiker is in vergelijking daarmee bescheiden uitgevoerd. In het brugdek, dat in de laan amper een verhoging laat zien, zijn lantaarnpalen geplaatst en bomen geplant. Het ontwerp is afkomstig van Dick Slebos van de Dienst der Publieke Werken, die ook de gelijktijdig gebouwde bruggen Ferdinand Bordewijkbrug en Dirk de Waterduikerbrug ontwierp.
Op 18 augustus 2020 besloot Amsterdam de brug te vernoemen naar schrijfster, feministe en socialiste Johanna Kuiper (Johanna Engelberta Kuiper; Warga 10 maart 1896 – Semarang, 2 maart 1956). Ze gaf ook steun aan Joodse onderduikers tijdens de Tweede Wereldoorlog, vandaar dat ze in 2015 postuum onderscheiden werd met Yad Vashem-onderscheiding. 

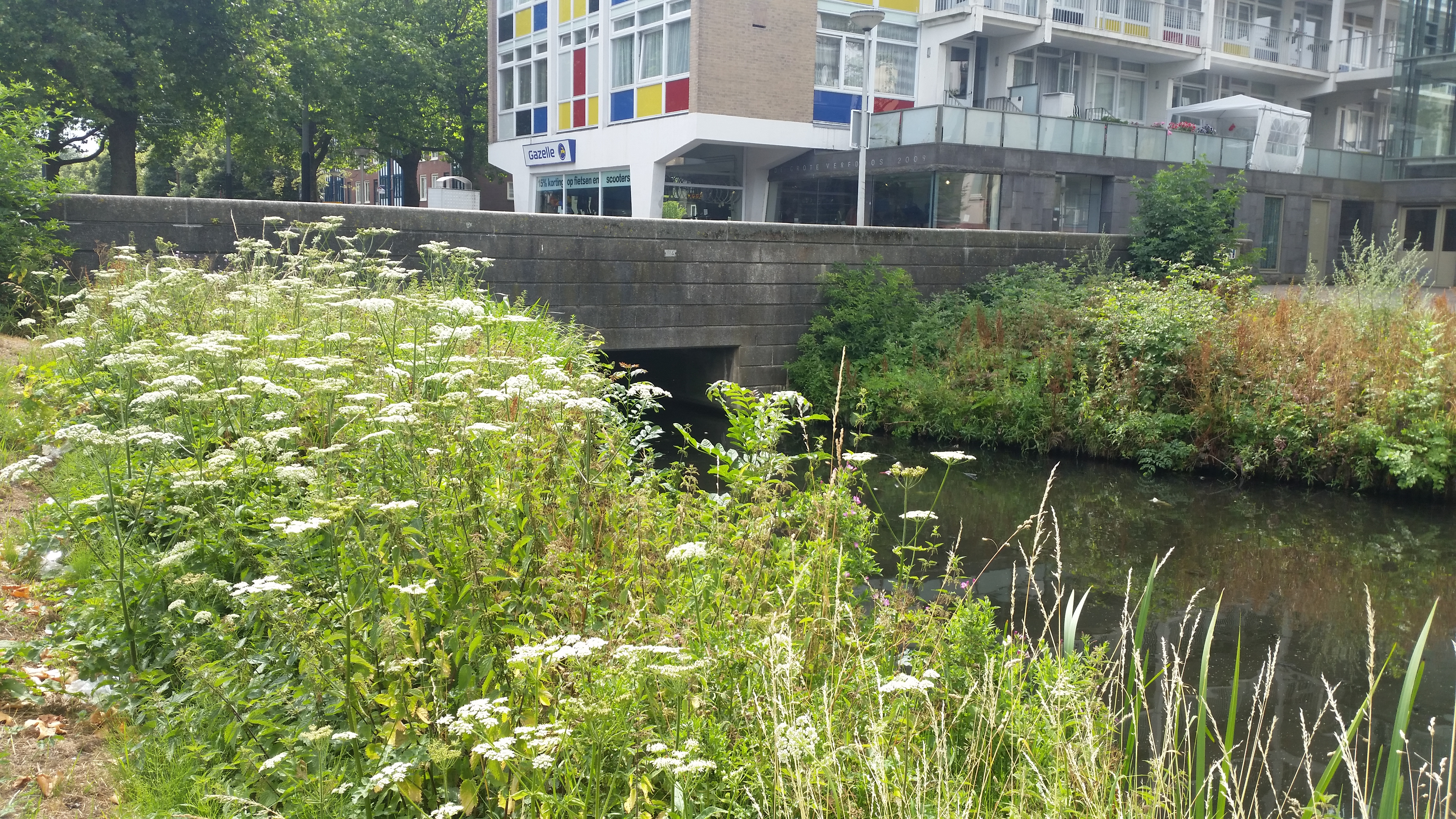
De duiker (juli 2018); boven de Grote verfdoos

<<< · 600 · 601 · 602 · 603 · 604 · 605 · 606 · 607 · 608 · 609 · 610 · 611 · 612 · 613 · 614 · 615 · 616 · 617 · 618 · 619 · 620 · 621 · 622 · 623 · 624 · 626 · 627 · 628 · 629 · 630 · 631 · 632 · 633 · 634 · 635 · 636 · 637 · 638 · 639 · 643 · 651 · 652 · 653 · 655 · 656 · 657 · 658 · 659 · 660 · 661 · 662 · 663 · 664 · 665 · 666 · 667 · 668 · 669 · 670 · 671 · 673 · 674 · 675 · 676 · 677 · 678 · 679 · 681 · 682 · 683 · 684 · 685 · 687 · 688 · 689 · 690 · 691 · 692 · 695 · 696 · 699 · >>>
Verdwenen brugnummers: 625 (afgebroken brug Sam van Houtenstraat), 640, 644, 645, 646, 647, 648, 650, 672 (duiker Cornelis Lelylaan, Rembrandtpark), 694, 698.
Nooit gebouwd: 649, 680 (nooit gebouwde brug Sloterplas).
Brugnummers 641, 642, 654, 686, 693, 694 en 697 zijn onbekend.